# Juan de Palacios
Juan de Palacios (Villanueva de Presa, en Carranza-Vizcaya, 1560-Argel, 20 de septiembre de 1616) fue religioso de la Orden de la Santísima Trinidad, en la que tuvo el oficio de procurador general de la Redención y de redentor general, y como tal participó en tres redenciones en Argel, la última de ellas junto a Bernardo de Monroy y Juan del Águila (trinitario), en la que los tres murieron en las mazmorras de la ciudad.

## Redención de 1609 y martirio

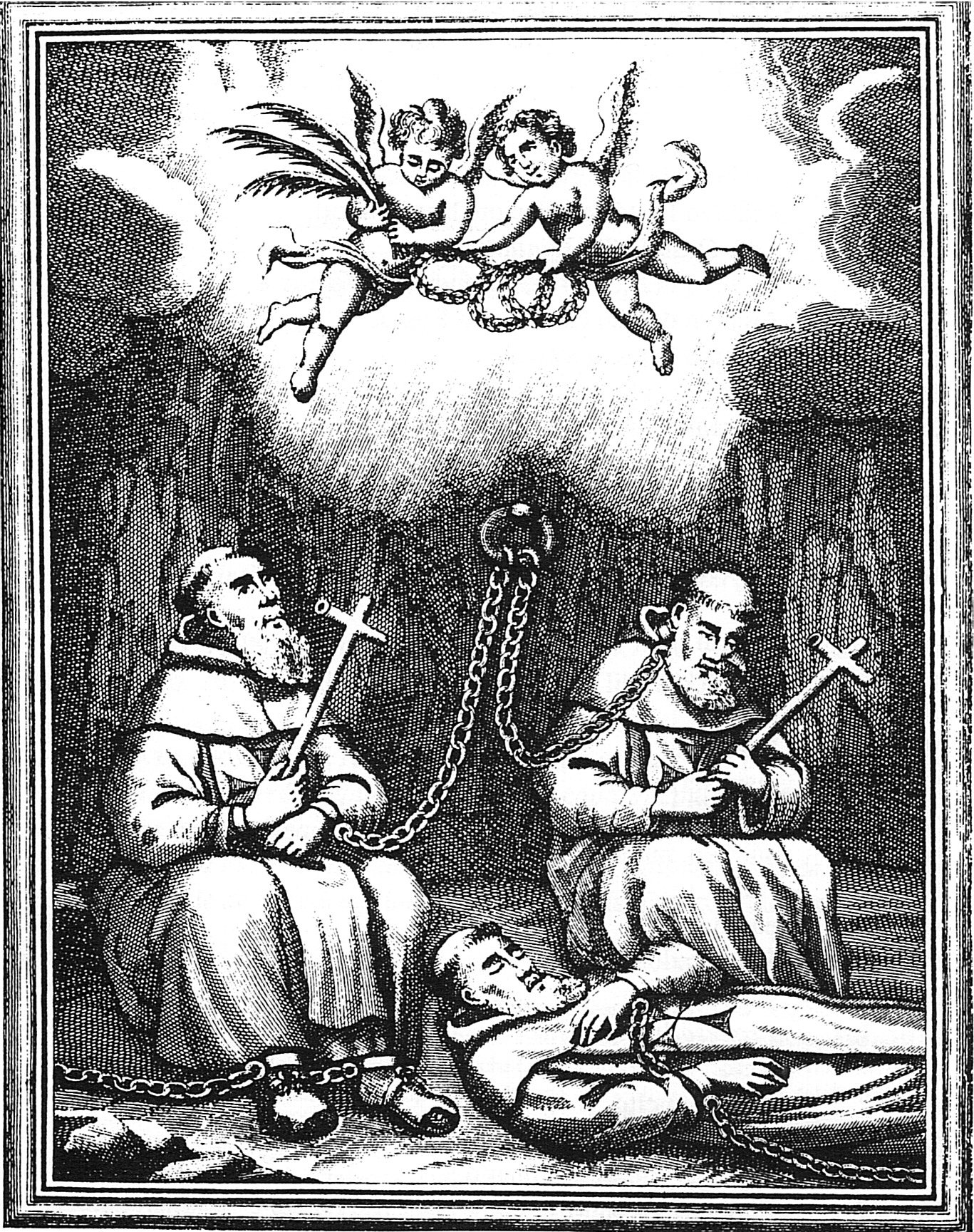
Grabado del holandés Maré